# Witness (альбом Кэти Перри)
Witness (с англ. — «Свидетель») — пятый студийный альбом американской певицы Кэти Перри, выпущенный 9 июня 2017 года на лейбле Capitol Records.
Перри начала работу над пластинкой во время мирового турне Prismatic World Tour в 2015 году, не имея представления о концепции будущего альбома Певица выступила исполнительным продюсером записи, став композитором всех песен на альбоме.. В числе продюсеров Witness значатся Макс Мартин, Сия, Shellback, с которыми исполнительница работала на предыдущих записях, так и новые продюсеры и авторы — Дюк Дюмон, Джек Гэррет, Джефф Бхаскер.
Witness получил умеренные отзывы от музыкальных критиков, которые похвалили композиционную целостность пластинки, однако раскритиковали направление «целенаправленной поп-музыки» и концептуальную несвязанность. Большинство обозревателей негативно отнеслись к политической кампании, предшествовавшей выходу альбома, и не совпавшей с его лирическим содержанием. Это первый альбом Перри не получивший номинаций на музыкальной премии «Грэмми».
В коммерческом плане альбом сошёл на мягкий старт. Как и предыдущие альбомы Перри, Witness дебютировал на первом месте в национальном чарте издания Billboard 200, однако он быстро начал терять позиции в хит-парадах. Сингл «Chained To The Rhythm» впоследствии оказался первым лид-синглом исполнительницы, который не занял первое место в чартах Америки, Великобритании и Австралии.
В преддверии выхода альбома были выпущены три сингла: «Chained To The Rhythm», «Bon Appétit», «Swish Swish». Композиция «Roulette» стала крупным хитом на территории России, где песня была выпущена в качестве эксклюзивного радиосингла. В поддержку альбома было начато мировое турне «Witness: The Tour», в которое певица отправилась в начале сентября 2017 года.

## История
В феврале 2017 года Перри заявила, что её будущий новый альбом откроет «новую эру для меня» и «эру целенаправленной поп-музыки». Спустя месяц она рассказала на радио Capital FM, что «у меня в голове что-то крутится, но я думаю, что сначала я хочу выпустить несколько песен, прежде чем полностью ими насладиться». В мае 2017 года Перри подтвердила журналу Entertainment Weekly, что альбом будет включать 15 (17 в делюкс-версии) из 40 написанных для него ею песен, и описала эти записи как «весёлые и танцевальные, тёмные и светлые».

## Отзывы критиков
| Совокупная оценка    | Совокупная оценка |
| Источник             | Оценка            |
| -------------------- | ----------------- |
| Metacritic           | 56/100            |
| Оценки критиков      |                   |
| Источник             | Оценка            |
| AllMusic             | [ 21 ]            |
| The A.V. Club        | C–                |
| Consequence of Sound | C                 |
| The Daily Telegraph  | [ 24 ]            |
| Entertainment Weekly | B                 |
| The Guardian         | [ 26 ]            |
| NME                  | [ 1 ]             |
| Rolling Stone        | [ 27 ]            |
| Slant Magazine       | [ 28 ]            |

Альбом получил умеренные и сдержанные отзывы музыкальных критиков и интернет-изданий.
На сайте-агрегаторе рецензий Metacritic альбом получил 56 из 100 баллов, что означает смешанную или среднюю оценку критиков.
Wren Graves из издания Consequence of Sound дал диску только уровень C, отметив, что только три песни («Swish Swish», «Power», и «Déjà Vu») идут как основные, а все другие проходные, и не более, чем «наполнитель», и перекликаются с прошлыми записями певицы. Kevin O’Donnell из журнала Entertainment Weekly дал альбому рейтинг B, выделив лишь треки «Déjà Vu» и «Swish Swish» в качестве лучших. Журнал USA Today в лице своего комментатора Maeve McDermott
похвалил альбом за отличное звуковое оформление и отметил его как глубоко личную запись, а не политически заряженную маркетинговую кампанию, которую он первоначально получил, а также объяснил, что в новом диске Перри находится в смутном настроении, в котором доминирует мрачный синти-поп, малорадостный и который отходит от конфетных синглов её ранней карьеры. Hannah J. Davies из газеты The Guardian дал альбому рейтинг 4 из 5 звёзд.
Такой же высокий рейтинг (4 из 5) дал журналист Leonie Cooper из журнала NME. Сразу два музыкальных обозревателя дали альбому Witness 3 из 5 звёзд: Christopher R. Weingarten из журнала Rolling Stone (ему не понравилось, как голос Перри был «поглощен эффектами и реверберацией») и Sal Cinquemani из Slant Magazine (он посчитал, что в записи не хватает как больших хуков, которые помогли бы Перри попасть в чарты, так и концептуальных и звуковых фокусов, чтобы достичь реальных поп-целей) Издание LA Times оценило альбом 5 из 5 звезд отметив сочетание глубоких и незамысловатых песен на альбоме.
В контраст вышесказанному, издание AllMusic поставило диску лишь 2 из 5 звёзд, назвав запись «концептуальной путаницей» и добавило, что Witness "разрушает все современные успехи, совершенные Перри ранее с альбомом «Prism». Также лишь 2 из 5 звёзд поставили Andy Gill из газеты The Independent, давший критический отзыв на альбом и журналист Neil McCormick из газеты The Daily Telegraph, который обнаружил, что Witness — музыкально повторяющийся альбом, объясняя, что в рамках участия множества людей, работавших над его записью, «индивидуальный талант» самой Перри был потерян, и поэтому что Witness [звучит], кто-то пытается охватить слишком много музыкальных основ. Mikael Wood из газеты Los Angeles Times раскритиковал музыкальное направление Witness, так как предполагаемая «целенаправленная поп-музыка» («purposeful pop») теряется на треках и пении Перри. Он выделил лишь две заметные песни: «Chained to the Rhythm» и «Swish Swish». Chris Willman из журнала Variety не почувствовал, что альбом был «тем очевидным прорывом, про который вся Америка скажет: „Детка, ты фейерверк“».

## Живые выступления
12 февраля 2017 года на 59-й церемония «Грэмми» Перри исполнила «Chained to the Rhythm» вместе с Skip Marley. Позднее, 22 февраля, она исполнила этот трек на церемонии Brit Awards (2017) и 5 марта на церемонии 2017 iHeartRadio Music Awards.
20 мая 2017 года Перри исполнила песни «Bon Appétit» и «Swish Swish» сольно в финале 42-го сезона популярного телешоу Saturday Night Live.
22 мая 2017 года она появилась в программе Carpool Karaoke на шоу The Late Late Show with James Corden.

## Синглы
10 февраля 2017 года вышел лид-сингл с альбома, «Chained to the Rhythm» при участии Skip Marley. Он достиг вершины мирового и европейского хит-парадов и позиции № 4 в США. 28 апреля 2017 года вышел промосингл, «Bon Appétit» при участии трио Migos. Третий по порядку издания сингл, «Swish Swish» при участии Ники Минаж, вышел 19 мая 2017. Его продюсировал Duke Dumont. 20 декабря этого же года певица анонсировала выход нового клипа, выложив три отдельные фото в свой Инстаграм-аккаунт с подписью «Hey» каждая. 21 декабря состоялась премьера клипа на песню «Hey Hey Hey».

## Коммерческий успех
В США альбом дебютировал на позиции № 1 в хит-параде Billboard 200 с тиражом 180,000 альбомных эквивалентных единиц, включая 162,000 чистых альбомных продаж. Он стал третьим для Перри альбомом на первом месте в США после Teenage Dream (2010) и Prism (2013). Но при этом тираж нового альбома был значительно меньше, чем у его предшественников ранее в прошлые годы (192 000 у Teenage Dream и 286 000 у Prism), несмотря на использование мультиметрической системы подсчёта продаж с учётом как физических носителей, так и стриминга. Witness также возглавил чарт Канады Canadian Albums Chart, где также стал третьим чарт-топпером после Teenage Dream и Prism с тиражом 23,000 единиц в первую неделю.
По данным на 2018 год мировые продажи альбома составляют более 840000 копий.
В Новой Зеландии Witness дебютировал на первом месте местного хит-парада. В Японии альбом начал движение в чарте с позиции № 22 в Oricon Albums Chart с тиражом 3,325 копий. В Великобритании Witness дебютировал на позиции № 6 в чарте UK Albums Chart, где стал для Перри её третьим альбомом в лучшей десятке top 10 после Teenage Dream и Prism. По данным Official Charts Company, тираж составил 16,153 альбомных эквивалентных единиц в Великобритании

## Список композиций
| №                   | Название                                          | Автор(ы)                                                                                                   | Продюсеры                           | Длительность |
| ------------------- | ------------------------------------------------- | --- | ----------------------------------- | ------------ |
| 1.                  | «Witness»                                         | Кэти Перри Мартин Карл Са́ндберг Savan Kotecha Ali Payami                                                   |                                     | 4:10         |
| 2.                  | «Hey Hey Hey»                                     | Кэти Перри Sandberg Сия Payami Sarah Hudson                                                                |                                     | 3:34         |
| 3.                  | «Roulette»                                        | Кэти Перри Sandberg Payami Shellback Ferras Alqaisi                                                        |                                     | 3:18         |
| 4.                  | «Swish Swish» (при участии Ники Минаж)            | Perry Адам Димент S. Hudson Brittany Hazzard                                                               | Duke Dumont Noah Passovoy PJ Sledge | 4:02         |
| 5.                  | «Déjà Vu»                                         | Кэти Перри Hayden James Alqaisi Thomas Stell                                                               |                                     | 3:17         |
| 6.                  | «Power»                                           | Кэти Перри Jack Garratt                                                                                    |                                     | 3:46         |
| 7.                  | «Mind Maze»                                       | Кэти Перри Payami Corin Roddick S. Hudson Megan James                                                      |                                     | 4:08         |
| 8.                  | «Miss You More»                                   | Кэти Перри Payami Roddick S. Hudson James                                                                  |                                     | 3:54         |
| 9.                  | «Chained to the Rhythm» (при участии Skip Marley) | Кэти Перри Sandberg Furler Payami Skip Marley                                                              | Макс Мартин Payami                  | 3:57         |
| 10.                 | «Tsunami»                                         | Кэти Перри Michael Williams Scooly S. Hudson Mia Moretti                                                   |                                     | 3:23         |
| 11.                 | «Bon Appétit» (при участии Migos)                 | Кэти Перри Quavious Marshall Kirshnik Ball Kiari Cephus Sandberg Karl Schuster Oscar Holter Ferras Alqaisi | Макс Мартин Shellback Holter        | 3:47         |
| 12.                 | «Bigger Than Me»                                  | Кэти Перри S. Hudson Roddick James Holter                                                                  |                                     | 4:00         |
| 13.                 | «Save as Draft»                                   | Кэти Перри Elof Loelv Jonnali Parmenius Dijon McFarlane Sandberg Twice as Nice                             |                                     | 3:48         |
| 14.                 | «Pendulum»                                        | Кэти Перри Jeff Bhasker S. Hudson                                                                          |                                     | 4:00         |
| 15.                 | «Into Me You See»                                 | Кэти Перри Alexis Goddard Joe Taylor Alqaisi                                                               |                                     | 4:24         |
| Общая длительность: | Общая длительность:                               | Общая длительность:                                                                                        | Общая длительность:                 | 55:28        |

| №   | Название               | Продюсеры                  | Длительность |
| --- | ---------------------- | -------------------------- | ------------ |
| 16. | «Dance With The Devil» | Класс Оланд Фаррел Уильямс | 3:50         |
| 17. | «Act My Age»           | Грег Кёрстин               | 3:42         |

## Участники записи
Источник:
- Nelson Beato — студийный хор госпел (трек 14)
- Jeff Bhasker — продюсер, клавишные и программирование ударных (трек 14)
- Cory Bice — ассистент звукорежиссёра (треки: 1, 2, 3, 9, 11); звукорежиссёр (трек 17)
- Edie Lehmann Boddicker — вокальный контрактинг, студийный хор госпел (трек 14)
- Alexandra Brown — студийный хор госпел (трек 14)
- Denise Carite — студийный хор госпел (трек 14)
- Charlean Carmon — студийный хор госпел (трек 14)
- Carmen Carter — студийный хор госпел (трек 14)
- Bradford Cobb — менеджмент
- Том Койн — мастеринг(трек 9)
- Mark Crew — продакшн, клавишные, программинг (трек 17)
- Aubry Delaine — дополнительный инжиниринг, запись вокала Ники Минаж (трек 4)
- Francesco Donadello — звукорежиссёр (трек 15)
- Monique Donnelly — студийный хор госпел (трек 14)
- Дюк Дюмон — продюсер, синтезаторы, ударные, программирование (трек 4)
- Carmel Echols — студийный хор госпел (трек 14)
- Luke Edgemon — студийный хор госпел (трек 14)
- Anthony Evans — студийный хор госпел (трек 14)
- Tinashe Fazakerley — электрогитара, бас, программинг (трек 17)
- Iain Findlay — ассистент звукорежиссёр по вокалу (вокал Ники Минаж, трек 4)
- Rachael Findlen — звукорежиссёр (треки 4, 5, 6, 7, 8, 10, 14, 15, 16, 17); вокальный продакшн (треки: 7, 8)
- Nicole Franz — арт-директор
- Сия — бэк-вокал (трек 9)
- Джек Гэррет — продакшн, все инструменты (трек 6)
- James Alan Ghaleb — гитара (трек 9)
- Serban Ghenea — микширование
- Jim Gilstrap — студийный хор госпел (трек 14)
- Lauren Gluckman — артисты и репертуар (A&R)
- John Hanes — звукорежиссёр микширования
- Ngoc Hoang — менеджмент
- Sam Holland — звукорежиссёр (треки 1, 3, 9, 11, 17)
- Oscar Holter — клавишные (треки 11, 12); продакшн, вокальный продакшн, программирование (трек 12)
- Casey Hooper — гитары (трек 10)
- Stephen Hybicki — звукорежиссёр (трек 10)
- Illangelo — дополнительный продакшн, дополнительное пртограммирование ударных (трек 14)
- Ilya — продакшн, программирование, аранжировка, ударные, перкуссия, гитары, бас, клавишные (трек 17)
- Clydene Jackson — студийный хор госпел (трек 14)
- Hayden James — продакшн; гитара, бас, бэк-вокал, синтезаторы (трек 5)
- Steven Jensen — менеджмент
- Peter Karlsson — vocal editing (треки 1, 2, 3, 9, 11, 14); дополнительный вокальный продакшн (трек 8); перкуссия (трек 9)
- Martin Kirkup — менеджмент
- Briana Lee — студийный хор госпел (трек 14)
- Isaac Lekach — менеджмент
- Jeremy Lertola — ассистент звукорежиссёра (треки: 1, 2, 3, 9, 11); звукорежиссёр (track 17)
- David Loucks — студийный хор госпел (track 14)
- Elof Loelv — продакшн, звукорежиссёр, программинг, ударные, бас, фортепиано, синтезаторы (трек 14)
- Ted Lovett — layout
- Skip Marley — вокал, бэк-вокал (трек 9)
- Макс Мартин — бэк-вокал, программинг, Prophet 6, синтезатор solina (трек 9), перкуссия; акустическая гитара (трек 8); вокальный продакшн(треки: 8, 13)
- Migos — вокал (трек 11)
- Jamie McCrary — студийный хор госпел (трек 14)
- Рэнди Меррилл — мастеринг
- Zeke Mishanec — ассистент звукорежиссёра (трек 4)
- Ryan Nasci — звукорежиссёр (трек 14)
- Dustin O’Halloran — продюсер, все инструменты, аранжировка (трек 15)
- Pino Palldino — бас (трек 14)
- Noah Passovoy — дополнительные клавишные, программинг (трек 4, 10); звукорежиссёр (треки: 4, 6, 10, 14, 16, 17), вокальный продакшн(треки 5, 6, 10, 14, 16, 17); vocal editing (треки 7, 12); дополнительный продакшн(треки 4, 10); перкуссия (трек 10)
- Ali Payami — акустическая гитара (track 1); ударные, бас, синтезаторы, фортепиано (треки: 1, 8, 9); дополнительный вокальный продакшн, программинг, клавишные, электрогитара, бэк-вокал, продакшн (трек 8); перкуссия (треки: 8, 9); хлопки в ладоши (трек 9)
- Louis Price — студийный хор госпел (трек 14)
- Кэти Перри — бэк-вокал (треки: 3, 9), вокал
- Daryl McPherson — вокальный продакшн трио Migos
- Joshua Moreau — бас (трек 10)
- Corin Roddick — продакшн, вокальный продакшн (трек 12)
- David Rudnick — арт-директор обложки альбома (передняя и задняя)
- Scooly — продакшн(трек 10)
- Aretha Scruggs — студийный хор госпел (трек 14)
- Tony Scruggs — студийный хор госпел (трек 14)
- Shellback — продакшн; бэк-вокал (трек 3); клавишные, программирование(трек 11)
- PJ Sledge — клавишные(трек 4)
- Felix Snow — продакшн, вокальные манипуляции, программирование, гитара (трек 16)
- Thomas Stell — синтезаторы (трек 5)
- Carmen Twillie — студийный хор госпел (трек 14)
- Oren Waters — студийный хор госпел (трек 14)
- Will Wheaton — студийный хор госпел (трек 14)
- Mike Will Made It — продакшн (трек 10)
- Eyvonne Williams — студийный хор госпел (трек 14)
- Brandon Winbush — студийный хор госпел (трек 14)
- Jason Woods — студийный хор госпел (трек 14)

## Чарты
| Чарт (2017)                         | Высшая позиция |
| ----------------------------------- | -------------- |
| Аргентина (CAPIF)                   | 6              |
| Австралия (ARIA)                    | 2              |
| Австрия (Ö3 Austria)                | 6              |
| Бельгия/Фландрия (Ultratop)         | 8              |
| Бельгия/Валлония (Ultratop)         | 4              |
| Канада (Canadian Albums Chart)      | 1              |
| Чехия (ČNS IFPI)                    | 3              |
| Дания (Hitlisten)                   | 15             |
| Нидерланды (Album Top 100)          | 8              |
| Финляндия (Suomen virallinen lista) | 3              |
| Франция (SNEP)                      | 4              |
| Германия (Offizielle Top 100)       | 10             |
| Greek Albums (IFPI Greece)          | 4              |
| Венгрия (MAHASZ)                    | 17             |
| Ирландия (IRMA)                     | 5              |
| Италия (Classifica album)           | 6              |
| Япония (Oricon)                     | 19             |
| Республика Корея (Circle)           | 78             |
| Республика Корея (Gaon)             | 2              |
| Новая Зеландия (RMNZ)               | 2              |
| Норвегия (VG-lista)                 | 5              |
| Польша (ZPAV)                       | 9              |
| Португалия (AFP)                    | 12             |
| Slovak Albums (ČNS IFPI)            | 4              |
| Шотландия (Scottish Albums Chart)   | 7              |
| Испания (PROMUSICAE)                | 1              |
| Швеция (Sverigetopplistan)          | 7              |
| Швейцария (Schweizer Hitparade)     | 7              |
| Великобритания (UK Albums Chart)    | 6              |
| США (Billboard 200)                 | 1              |
| США (Digital Albums, Billboard)     | 1              |
| США (Internet Albums, Billboard)    | 1              |

| Чарт (2017)                          | Позиция |
| ------------------------------------ | ------- |
| Австралия Australian Albums (ARIA)   | 35      |
| Бельгия/Фландрия (Ultratop Flanders) | 107     |
| Бельгия/Валлония (Ultratop Wallonia) | 93      |
| Канада (Billboard)                   | 39      |
| Нидерланды (MegaCharts)              | 93      |
| Италия (FIMI)                        | 92      |
| Мексика (AMPROFON)                   | 50      |
| США (Billboard 200)                  | 91      |

## Сертификации
| Регион | Сертификация | Продажи |
| --- | ------------ | ------- |
| Австралия (ARIA) | Золотой      | 35 000^ |
| Австрия (IFPI Austria) | Золотой      | 7500    |
| Канада (Music Canada) | Платиновый   | 80 000  |
| Франция (SNEP) | Золотой      | 50 000  |
| Мексика (AMPROFON) | Платиновый   | 60 000  |
| Великобритания (BPI) | Золотой      | 100 000 |
| США | —            | 162,000 |
| Итого |              |         |
| Мир | —            | 840,000 |
| * Данные о продажах приведены только на основе сертификации. · ^ Данные о тиражах приведены только на основе сертификации. · Данные о продажах + прослушиваниях приведены только на основе сертификации. |              |         |

## История релиза
| Регион          | Дата        | Формат                 | Ref. |
| --------------- | ----------- | ---------------------- | ---- |
| В мире          | 9 июня 2017 | CD Цифровое скачивание |      |
| 11 августа 2017 | Винил       | [ 103 ]                |      |